# Luis Henrique (fotbollsspelare)
Luis Henrique Tomaz de Lima, född 14 december 2001, är en brasiliansk fotbollsspelare som spelar för Marseille.

## Karriär
Den 25 september 2020 värvades Henrique av Marseille, där han skrev på ett femårskontrakt. Henrique gjorde sin Ligue 1-debut den 17 oktober 2020 i en 3–1-vinst över Bordeaux, där han blev inbytt i den 86:e minuten mot Darío Benedetto.
Den 22 juli 2022 lånades Henrique ut tillbaka till Botafogo.